# Inundaciones de Malasia de 2021-22
El 16 de diciembre de 2021, una depresión tropical tocó tierra en la costa este de Malasia peninsular y provocó aguaceros torrenciales en toda la península durante tres días. Las inundaciones resultantes afectaron a ocho estados de la península y dejaron al menos 54 muertos y 2 desaparecidos. Durante su mayor extensión, causó el desplazamiento simultáneo de más de 71.000 residentes, y ha afectado a más de 125.000 personas en general.
Declarada por funcionarios del gobierno como un desastre "único en un siglo", es la peor inundación en el país en términos de residentes desplazados desde las inundaciones de Malasia de 2014-2015. También se ha comparado históricamente con las inundaciones de Kuala Lumpur de 1971. Es el desastre relacionado con un ciclón tropical más mortífero que ha azotado a Malasia desde la tormenta tropical Greg de 1996, que mató a 238 personas y dejó a 102 más desaparecidas.
Se midieron precipitaciones récord en las estaciones meteorológicas de Selangor y Kuala Lumpur. Se informaron daños generalizados en los estados de Selangor y Pahang, especialmente en el distrito de Hulu Langat y la ciudad de Shah Alam. El gobierno de Malasia ha sido criticado por su respuesta tardía y su apatía ante el desastre. Los científicos, los activistas climáticos y los medios de comunicación en gran medida han hecho conexiones de este desastre como un ejemplo de clima extremo atribuido al cambio climático.

## Eventos
Un sistema de baja presión procedente del este golpeó la península de Malasia el 16 de diciembre a las 23:00 UTC al norte de la ciudad de Kuantan en Pahang. Las fuertes lluvias comenzaron alrededor del 17 de diciembre de 2021 y más el 3 de enero. Por ejemplo, en Kuantan, se midieron precipitaciones de más de 300 mm en 48 horas. En Mersing en Johor, cayeron 229,8 mm de lluvia solo el 3 de enero. En total, al menos 54 personas murieron, incluidas 25 en Selangor, 21 en Pahang y 4 en Kelantan.